# Tilde (sångare)
Tilde Ingham, uppvuxen i Göteborg, är en svensk sångerska, låtskrivare och musiker.
År 2018 inledde hon ett samarbete med producenten Pedro Ferreira (producent till The Darkness hyllade album Permission to Land) för att spela in sitt debutalbum Nothing Gold Can Stay med sitt gamla band. Albumet släpptes den 28 september 2018 och spelades in på Spinroad Studios i, Lindome, Göteborg.
Tillsammans med 100 andra artister från hennes hemstad hamnade titelspåret "Nothing Gold Can Stay" från debutalbumet i Top10 av Göteborgs-Postens lista av "Tiotalets bästa låtar – Från Göteborg".
Under hösten 2021 släppte hon sitt andra album, Pink Moon.

## Diskografi

### Album
- Nothing Gold Can Stay (2018)
- Pink Moon (2021)